# Transformada de Gabor
A transformada de Gabor, em homenagem a Dennis Gabor, é um caso especial da Transformada de Fourier de Tempo Curto. É utilizada para determinar a frequência senoidal e o conteúdo da fase das seções locais de um sinal à medida que muda ao longo do tempo. A função a ser transformada é multiplicada primeiramente por uma função Gaussiana, que pode ser considerada como uma função de janela, e a função resultante é então transformada com uma transformada de Fourier para derivar a análise tempo-frequência. A função de janela indica que o sinal próximo ao tempo analisado terá maior peso. A transformada de Gabor de um sinal x(t) é definida por esta fórmula:
{\displaystyle G_{x}(\tau ,\omega )=\int _{-\infty }^{\infty }x(t)e^{-\pi (t-\tau )^{2}}e^{-j\omega t}\,dt}

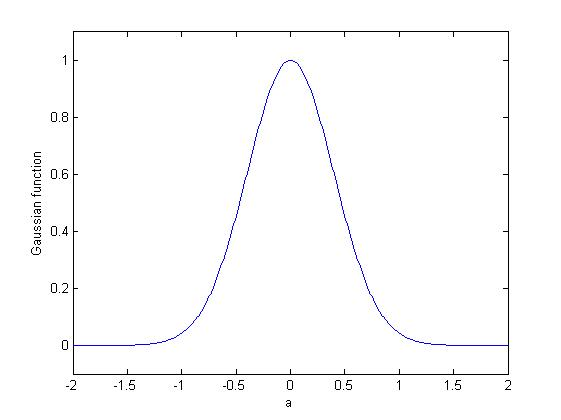
Magnitude da função gaussiana

A função gaussiana tem um intervalo infinito e é impossível de implementar. Contudo, um nível de significância pode ser escolhido (por exemplo 0.00001) para a distribuição da função gaussiana.
{\displaystyle {\begin{cases}e^{-{\pi }a^{2}}\geq 0.00001;&\left|a\right|\leq 1.9143\\e^{-{\pi }a^{2}}<0.00001;&\left|a\right|>1.9143\end{cases}}}
Fora destes limites de integração ({\displaystyle \left|a\right|>1.9143}) a função gaussiana é suficientemente pequena para ser ignorada. Assim, a transformada de Gabor pode ser satisfatoriamente aproximada como
{\displaystyle G_{x}(\tau ,\omega )=\int _{-1.9143+\tau }^{1.9143+\tau }x(t)e^{-\pi (t-\tau )^{2}}e^{-j\omega t}\,dt}
Esta simplificação torna a transformada de Gabor prática e viável.
A largura da função de janela também pode ser variada para otimizar a troca de resolução tempo-frequência para uma aplicação específica, substituindo o  {\displaystyle {-{\pi }(t-\tau )^{2}}} por  {\displaystyle {-{\pi }\alpha (t-\tau )^{2}}} para algum alfa escolhido.

## Transformada inversa de Gabor
A transformada de Gabor é invertível. O sinal original pode ser recuperado pela seguinte equação
{\displaystyle x(t)=\int _{-\infty }^{\infty }G_{x}(\tau ,\omega )e^{j\omega t+\pi (t-\tau )^{2}}\,d\omega /(2\pi )}

## Propriedades da Transformada de Gabor
A transformada de Gabor tem muitas propriedades como aquelas da transformada de Fourier. Essas propriedades estão listadas nas tabelas a seguir.
|   | Sinal                                     | Transformada de Gabor                                                                                       | Observações                |
| - | ----------------------------------------- | --- | -------------------------- |
|   | {\displaystyle x(t)\,}                    | {\displaystyle G_{x}(\tau ,\omega )=\int _{-\infty }^{\infty }x(t)e^{-\pi (t-\tau )^{2}}e^{-j\omega t}\,dt} |                            |
| 1 | {\displaystyle a\cdot x(t)+b\cdot y(t)\,} | {\displaystyle a\cdot G_{x}(\tau ,\omega )+b\cdot G_{y}(\tau ,\omega )\,}                                   | Propriedade de linearidade |
| 2 | {\displaystyle x(t-t_{0})\,}              | {\displaystyle G_{x}(\tau -t_{0},\omega )e^{-j\omega t_{0}}\,}                                              | Propriedade de mudança     |
| 3 | {\displaystyle x(t)e^{j\omega _{0}t}\,}   | {\displaystyle G_{x}(\tau ,\omega -\omega _{0})\,}                                                          | Propriedade de modulação   |

|   | | Observações                          |
| - | --- | ------------------------------------ |
| 1 | {\displaystyle \int _{-\infty }^{\infty }\left\|G_{x}(\tau ,\omega )\right\|^{2}\,d\omega =\int _{-\infty }^{\infty }\left\|x(t)\right\|^{2}e^{-2\pi (t-\tau )^{2}}dt\approx \int _{u-1.9143}^{u+1.9143}\left\|x(t)\right\|^{2}e^{-2\pi (t-u)^{2}}dt} | Propriedade de integração de energia |
| 2 | {\displaystyle \int _{-\infty }^{\infty }\int _{-\infty }^{\infty }G_{x}(\tau ,\omega )G_{y}^{*}(\tau ,\omega )\,d\omega \,d\tau =\int _{-\infty }^{\infty }x(t)y^{*}(t)\,d\tau } | Propriedade de soma de energia       |
| 3 | {\displaystyle {\begin{cases}\displaystyle \int _{-\infty }^{\infty }\left\|G_{x}(\tau ,\omega )\right\|^{2}d\omega <e^{-2\pi (t-t_{0})^{2}}\int _{-\infty }^{\infty }\left\|G_{x}(\tau _{0},\omega )\right\|^{2}\,d\omega ;&{\text{if }}x(t)=0{\text{ for }}t>t_{0}\\[12pt]\displaystyle \int _{-\infty }^{\infty }\left\|G_{x}(\tau ,\omega )\right\|^{2}\,d\tau <e^{-(\omega -\omega _{0})^{2}}\int _{-\infty }^{\infty }\left\|G_{x}(\tau ,\omega _{0})\right\|^{2}\,d\tau ;&{\text{if }}X(\omega )=FT[x(t)]=0{\text{ for }}\omega >\omega _{0}\end{cases}}} | Propriedade de decaimento de energia |
| 4 | {\displaystyle \int _{-\infty }^{\infty }G_{x}(\tau ,\omega )e^{j\omega t}\,d\omega =2\pi e^{-\pi (t-\tau )^{2}}x(t)} | Propriedade de recuperação           |

## Aplicação e exemplo

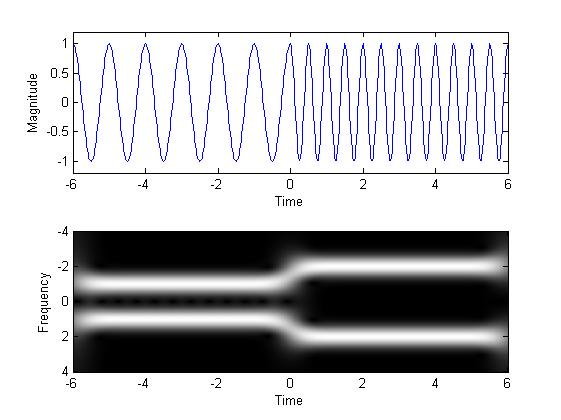
Distribuição tempo-frequência

A principal aplicação da transformada de Gabor é usada em análises tempo-frequência. Tome a seguinte equação como um exemplo. O sinal de entrada tem componente de frequência de 1 Hz quando t ≤ 0 e tem componente de frequência de 2 Hz quando t > 0
{\displaystyle x(t)={\begin{cases}\cos(2\pi t)&{\text{para }}t\leq 0,\\\cos(4\pi t)&{\text{para }}t>0.\end{cases}}}
Mas se a largura de banda total disponível for de 5 Hz, outras bandas de frequência, com exceção de x(t), serão desperdiçadas. Através da análise tempo-frequência, aplicando a transformada de Gabor, a largura de banda disponível pode ser conhecida e essas bandas de frequência podem ser usadas para outras aplicações, assim, a largura de banda é salva. A imagem do lado direito mostra o sinal de entrada  ' 'x ' '( ' ’t ' ') e a saída da transformada de Gabor. Como era nossa expectativa, a distribuição de frequência pode ser separada em duas partes. Uma é t ≤ 0 e a outra é t > 0. A parte branca é a banda de frequência ocupada por x(t) e a parte preta não é utilizada. Nota-se que, para cada ponto no tempo, existe uma componente de frequência negativa (parte branca superior) e uma positiva (parte branca inferior).

## Transformada discreta de Gabor
Uma versão discreta da representação de Gabor
{\displaystyle y(t)=\sum _{m=-\infty }^{\infty }\sum _{n=-\infty }^{\infty }C_{nm}\cdot g_{nm}(t)}
com {\displaystyle g_{nm}(t)=s(t-m\tau _{0})\cdot e^{j\Omega nt}}
pode ser derivada facilmente através da discretização da função base de Gabor nestas equações. Assim, o parâmetro contínuo t é substituído pelo tempo discreto k. Além disso, o limite de soma agora finito na representação de Gabor tem de ser considerado. Desta forma, o sinal amostrado y(k) é dividido em M períodos de tempo de comprimento N. De acordo com {\displaystyle \Omega \leq {\tfrac {2\pi }{\tau _{0}}}}, o fator Ω para a amostragem crítica é {\displaystyle \Omega ={\tfrac {2\pi }{N}}}
Similar à DFT (Transformação Discreta de Fourier), obtém-se um domínio de frequência dividido em N partições discretas. Uma transformação inversa destas N partições espectrais conduz então a N valores y(k) para a janela de tempo, que consiste em N valores de amostra. Para janelas de tempo M globais com N valores de amostra, cada sinal y(k) contém K=N {\displaystyle \cdot }.M valores de amostra (a representação discreta de Gabor):
{\displaystyle y(k)=\sum _{m=0}^{M-1}\sum _{n=0}^{N-1}C_{nm}\cdot g_{nm}(k)}
com  {\displaystyle g_{nm}(k)=s(k-mN)\cdot e^{j\Omega nk}}
De acordo com a equação acima, os coeficientes N {\displaystyle \cdot }M {\displaystyle C_{nm}} correspondem ao número de valores de amostra K do sinal.
Para a super amostragem {\displaystyle \Omega } está definido para {\displaystyle \Omega \leq {\tfrac {2\pi }{N}}={\tfrac {2\pi }{N^{\prime }}}} com N' > N, que resulta em coeficientes de soma N ' > N na segunda soma da representação discreta de Gabor. Neste caso, o número de coeficientes de Gabor obtidos seria M {\displaystyle \cdot }N'>K. Assim, mais coeficientes do que os valores amostrais estão disponíveis e, portanto, uma representação redundante seria obtida.

## Transformada de Gabor escalonada
Tal como na Transformada de Fourier de Tempo Curto, podemos ajustar a resolução no domínio do tempo e da frequência, escolhendo diferentes larguras de funções de janela. Nos casos da Transformada de Gabor, isso é feito adicionando a variância {\displaystyle \sigma }, como na seguinte equação:
A janela gaussiana escalonada (normalizada) denota como:
{\displaystyle W_{gaussian}(t)=e^{-\sigma \pi t^{2}}}
Portanto, a transformada de Gabor escalonada pode ser escrita como: 
{\displaystyle G_{x}(t,f)={\sqrt[{4}]{\sigma }}\textstyle \int _{-\infty }^{\infty }\displaystyle e^{-\sigma \pi (\tau -t)^{2}}e^{-j2\pi f\tau }x(\tau )d\tau \qquad }
Com {\displaystyle \sigma } grande, a função de janela será estreita, causará maior resolução no domínio do tempo, mas menor resolução no domínio da frequência. Caso contrário, se a {\displaystyle \sigma } for pequena, causará uma janela larga, com maior resolução no domínio da frequência, mas menor resolução no domínio do tempo. 